# Передило
Передило, або Передиль (пол. Peredyło) — село в Польщі, у гміні Янів Підляський Більського повіту Люблінського воєводства. Населення — 72 особи (2011).

## Історія
У 1917—1918 роках у селі діяла українська школа, відкрита 12 листопада 1917 року, у якій навчалося 20 учнів, учитель — Ів. Титаренко.
У 1975-1998 роках село належало до Білопідляського воєводства.

## Населення
Демографічна структура станом на 31 березня 2011 року:
|          | Загалом | Допрацездатний вік | Працездатний вік | Постпрацездатний вік |
| -------- | ------- | ------------------ | ---------------- | -------------------- |
| Чоловіки | 33      | 3                  | 25               | 5                    |
| Жінки    | 39      | 10                 | 19               | 10                   |
| Разом    | 72      | 13                 | 44               | 15                   |